# NEC PC100

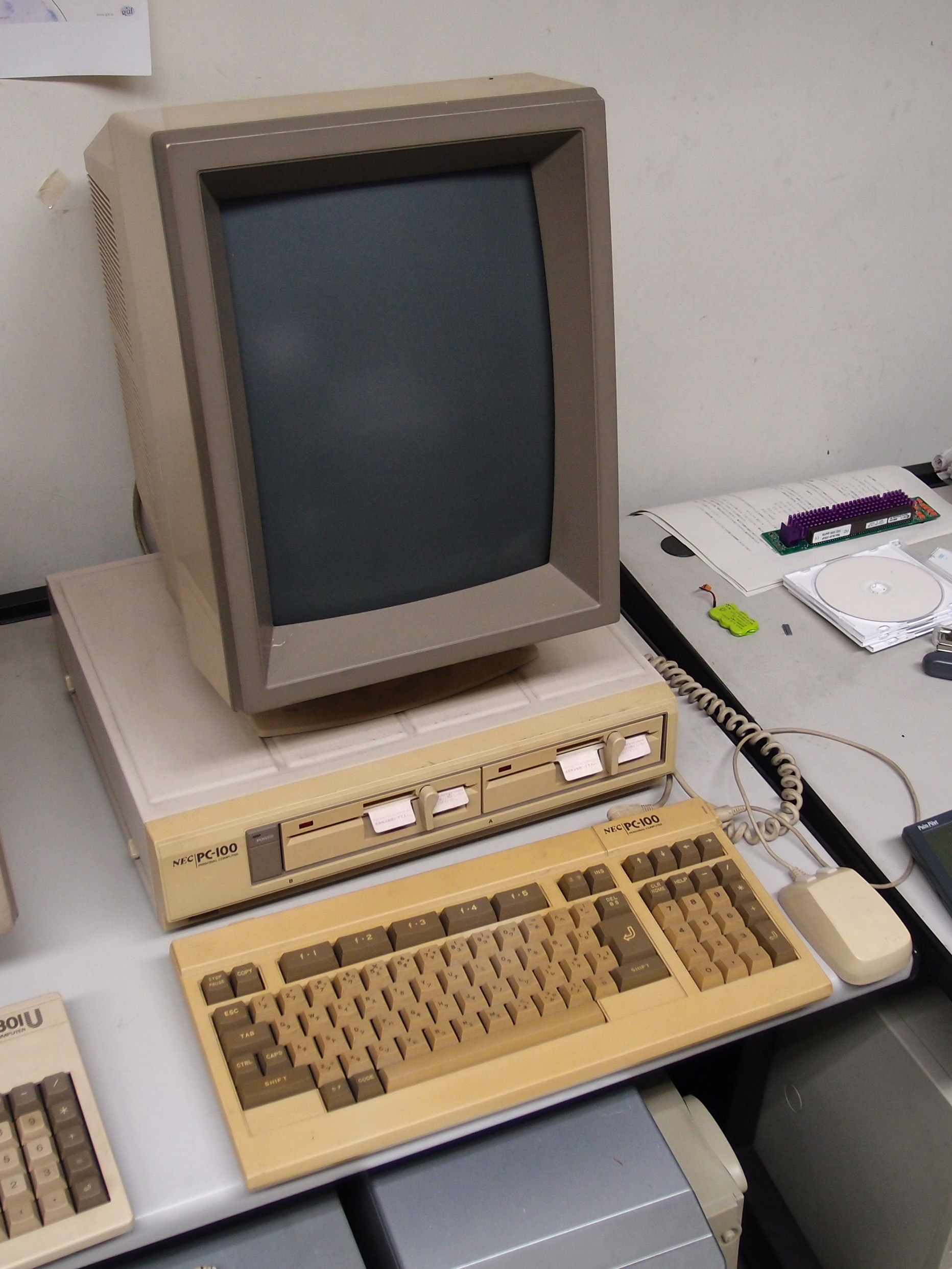
NEC PC-100 (1983) con un mouse y un monitor vertical.

El NEC PC-100 fue un ordenador personal japonés disponible el 13 de octubre de 1983. Es operado en CPU 8086 de 7 MHz, memoria RAM de 128 KiB, 128 KiB de VRAM, un teclado capaz de lenguaje japonés y un ratón de dos botones. Tenía tres modelos y su monitor en color, KD651 PC, lo que podría ser utilizado verticalmente u horizontalmente, tuvo el precio de 198.000 yenes. Su mayor ventaja sobre otros equipos de la época fue su gran capacidad gráfica de 720 por 512 con una selección fuera de color de 16 de 512 colores disponibles en la gama alta model30. Su sistema operativo era MS-DOS y fue equipado también con un programa de hoja de cálculo Maruchipuran (Multiplan) y un editor de texto WORD JS, así como el juego Lode Runner.
Muy por delante de su tiempo y muy costoso, PC-100 no se vendió bien. Un juego completo con la impresora de PC-PR201 que podría imprimir alfabeto hiragana, katakana y kanji, llegó a casi un millón de yenes. Para una comparación, el Nintendo Family Computer lanzado en julio del mismo año fue sólo ¥ 14,800 y la tan cacareada Lisa 2 de Apple se vende a 2,2 millones de yenes. El más barato PC-9801F2 vendida también por NEC.
```
    * model10 (¥ 398 000) - 2D de 5 pulgadas (360 KiB) unidad de disco
    * model20 (¥ 448 000) - dos de 5 pulgadas 2D unidades de disco
    * model30 (¥ 558 000) - dos de 5 pulgadas 2D unidades de disco
```

## Trivialidades
Posiblemente debido a la inclusión estándar de un ratón, un ratón azul de estilo ANIME "PC-100" con el pecho de Superman, se utiliza como un personajes de promoción.